# 菲尼亚斯·泰勒·巴纳姆
菲尼亚斯·泰勒·巴纳姆（英語：Phineas Taylor Barnum，1810年7月5日—1891年4月7日）是美國馬戲團經紀人兼演出者。
1810年7月5日出生於康乃狄克州贝塞尔，父親經營小商店，1842年在紐約開辦“美國博物館”（American Museum），以奢侈的廣告和怪異的展品而聞名，最有名的是斐濟美人魚。1871年建立了世界大馬戲團，他把他的馬戲團稱作“世界上最棒的表演”，表演項目包括街頭雜耍，以及高級文化，例如來自歐洲有“瑞典夜鶯”之稱的女高音歌手珍妮·林德的演唱，引起很大的轟動。1881年與對手詹姆士·貝利（James Bailey）合併形成了巴納姆與貝利馬戲團（Barnum and Bailey Circus），又稱玲玲馬戲團，巴納姆一直帶著他的馬戲團在全美國巡演，他的馬戲團充滿了各種令人不可思議的神奇展品，如拇指將軍湯姆（60公分高的侏儒）、暹羅雙胞胎。一路上的巡迴演出中，他的小火車總是比他的馬戲團早到兩個星期，車上懸掛著他的照片，據說他死前的最後遺言是：“今天麥迪遜花園廣場的收入怎樣？”死後葬於樹林山公墓（Mountain Grove Cemetery），他的馬戲團於1907年以40萬美金轉讓給玲玲兄弟。
巴納姆曾以殘忍對待動物聞名，1882年向英國倫敦動物園購入長期受虐的非洲象Jumbo（大象金寶）與其馬戲團巡演賺錢，三年後一次搬運過程，因馬戲團人員作業疏失Jumbo遭受火車撞擊當場死亡，而馬戲團主人巴納姆決定將其屍骨製成標本展示以繼續搜刮財富。

## 改編作品
- 2017年美國劇集《明日傳奇》第三季[2]
- 2017年美國電影《大娛樂家》